# J. W. Klawitter

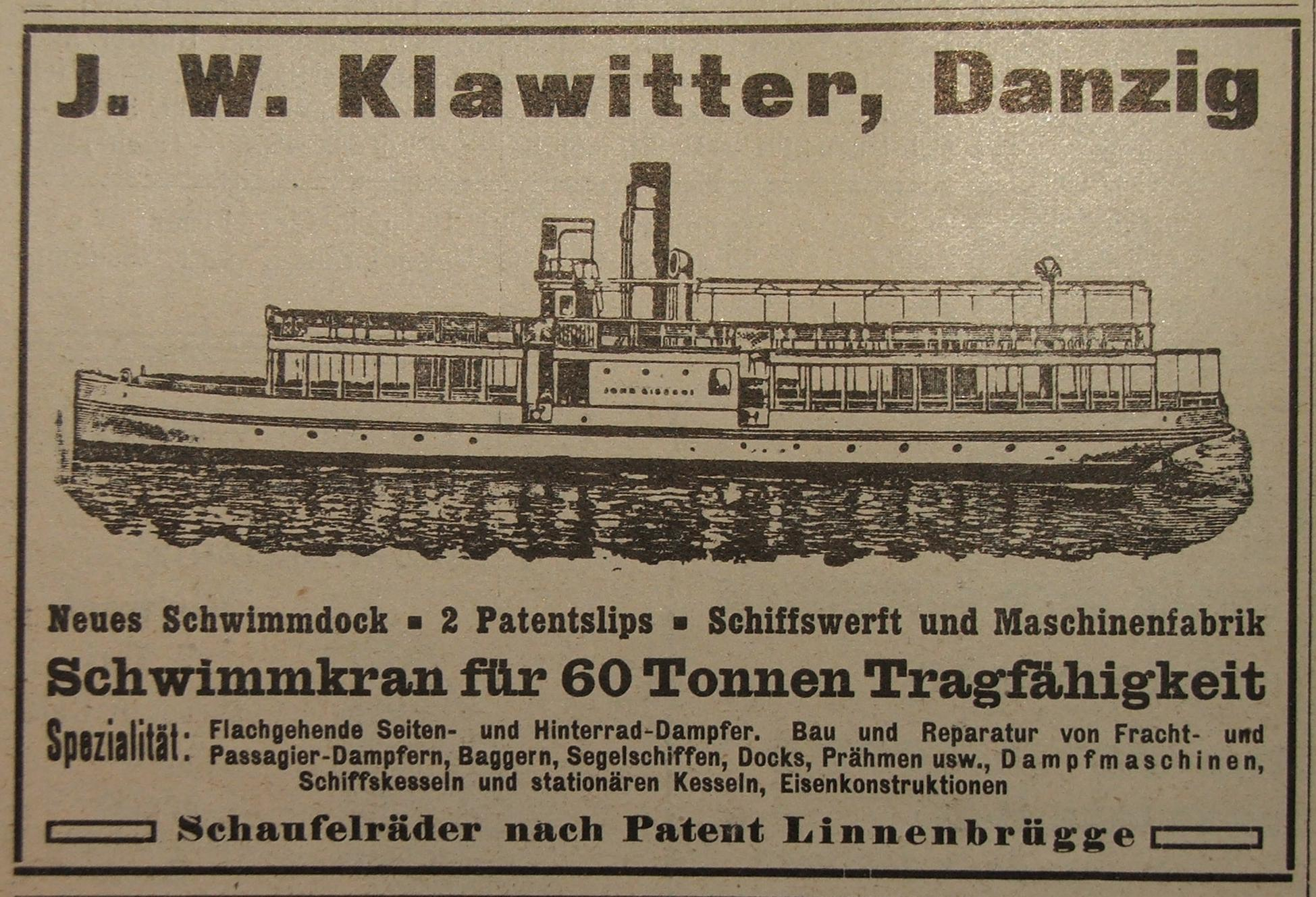
Publicité du chantier naval J. W. Klawitter de 1913

Le chantier naval de Dantzig J. W. Klawitter existe de 1823 à 1931. À son apogée au tournant du siècle, l'entreprise emploie environ 600 personnes, ce qui en fait l'une des plus grandes entreprises de construction navale allemande.

## Histoire

### Débuts
Les origines du chantier naval remontent à George Klawitter, qui est en 1712 le premier répertorié des constructeurs navals de la Guilde des charpentiers navals de Dantzig. Johann Jacob Klawitter (né en 1767) est nommé aîné de cette guilde en 1804. À partir de 1823, il construit des navires avec son fils Johann Wilhelm Klawitter à Dantzig.

### Johann Wilhelm Klawitter
En 1827, Johann Wilhelm Klawitter (1801–1863) fonde son propre chantier naval à Brabank. Brabank est mentionnée dans des documents comme site de construction navale depuis 1350. Entre 1827 et 1877, le chantier naval Klawitter construit 117 voiliers avec un total de 34 237 chargements normaux de 2 000 kg en bois de chêne chacun. Après cela, les navires sont fabriqués en acier. En 1892, le chantier naval livre le dernier voilier : l'Atlantic, long de 60 mètres, pour la compagnie maritime Brake sur la Weser. Après cela, seuls des bateaux à vapeur sont produits. Ils réparent également des voiliers en bois.
Le premier bateau à vapeur est construit en 1840 par le chantier naval Klawitter. Les machines viennent d'Angleterre. En 1841, le chantier naval construit pour son propre compte le bateau à vapeur à roues latérales Pfeil d'une longueur de 32,6 mètres et le navire jumeau Blitz. Ces deux navires constituent la base de la société « Alex Gibsone & JW Klawitter », fondée en 1841 et devenue plus tard « Weichsel Danziger Dampfschiffahrts- und Seebad-AG (de) ». L'entreprise exploite des services de remorquage entre Dantzig, le port de Neufahrwasser et la rade, ainsi que du transport maritime sur la Vistule. C'est la plus grande entreprise de ce type à Dantzig et exploite en 1926 16 bateaux à vapeur et 9 remorqueurs.
Outre le fondateur, son frère, Gustav D. Klawitter (mort en 1838), est particulièrement important pour l'histoire du chantier naval. Il est maître constructeur naval et professeur à l'école royale de construction navale de Stettin. Son manuel « Fiches de présentation pour les constructeurs de navires » est l'ouvrage standard de son époque. En 1833, il est membre de la commission chargée de donner des conseils sur les plans de la flotte prussienne. Il élabore les plans de l'Amazone, la première corvette d'entraînement de la marine prussienne, achevée en 1834.
Bien que Johann Wilhelm Klawitter possède son propre chantier naval, en tant que maître constructeur naval, il est également responsable de la construction du premier navire de guerre prussien propulsé à la vapeur, construit au chantier naval royal de Dantzig. Cette corvette à roues Dantzig est lancée le 13 novembre 1851 en présence du roi au chantier naval royal prussien.
Le chantier naval Klawitter construit deux autres navires de guerre, les deux canonnières Fuchs et Hai.
En 1852/54, le chantier naval construit le premier quai flottant allemand. C'était le seul quai de Gdańsk pendant plus de 60 ans.

### Julius Wilhelm Klawitter
Après la mort du fondateur de l'entreprise en 1863, son fils Julius Wilhelm Klawitter (1830-1910) continue à diriger le chantier naval. Il modernise fondamentalement l'entreprise et agrandit le chantier naval à partir de 1886 avec une fonderie de fer à Dantzig-Strohteich et en 1888 avec une usine de moteurs de navires et une forge de chaudières. Julius Wilhelm Klawitter décède en 1910 et laisse à ses deux fils Carl William et Friedrich Wilhelm un chantier naval efficace pour tous types de navires. Une spécialité du chantier naval est les brise-glaces.

### Carl William Klawitter (1856-1929) et Friedrich Wilhelm Klawitter (1866-1942)
Après une carrière initialement non industrielle, Carl William Klawitter (de) effectue un apprentissage chez Howaldtswerke à Kiel de 1882 à 1885 avant de reprendre la direction commerciale de l'entreprise familiale. Son frère, l'ingénieur Friedrich Wilhelm Klawitter (de), est responsable de la direction technique de la « JW Klawitter GmbH » (les deux sont propriétaires à parts égales).
Au début de la Première Guerre mondiale, le 400e navire du chantier est lancé. L'entreprise emploie désormais 350 personnes. Le commerce extérieur prend fin avec la guerre. De nombreux salariés sont licenciés. Après la guerre, Dantzig est séparée de l'Empire allemand en tant que « ville libre » et les nouvelles barrières douanières (Dantzig est un territoire douanier avec la Pologne) entravent la reconstruction. Les deux frères sont également politiquement actifs pour le DNVP. Willi Klawitter devient président de la Chambre de commerce de Dantzig, membre du comité portuaire et est nommé au Conseil d'État (de). Fritz est membre du parlement populaire (de) pendant un mandat électoral.
Dans les années 1920, les enfants de Willi Klawitter rejoignent l'entreprise. Mais cela est sur le point de se terminer. À partir de 1927, le Werftbetriebsgesellschaft Klawitter & Co. reprend l'entreprise, mais se heurte à des difficultés en raison de la crise économique mondiale et de la séparation de Dantzig du Reich allemand. Après que presque seuls les voiliers côtiers sont réparés ces dernières années, l'entreprise ferme ses portes en 1931. Le dernier navire est le paquebot Vologda, qui est livré au client, la mission commerciale russe, le 14 juin 1930. Au cours de son existence, le chantier naval a construit 500 navires.

## Navires importants
- Coque de la corvette à vapeur Danzig (de) (Marine prussienne)
- Canonnière à vapeur Fuchs
- Canonnière à vapeur Hay (de)
- Coque de la canonnière Cyclop (de) (Marine impériale)